# La Tremebunda Corte
La Tremebunda Corte es una serie ecuatoriana, adaptación de la serie de televisión cubana La tremenda corte. Tiene como protagonistas a David Reinoso como Tres Patines, Emerson Morocho como el Tremebundo Juez y Mauro Guerrero como el Secretario. Fue transmitida por Teleamazonas en la señal de Ecuador.
Actualmente los episodios se encuentran perdidos o son difíciles de encontrar ya que la serie no se ha vuelto a emitir.

## Creación
El producto local nació en el 2003 en el programa ‘Vivos’, que se transmitía por Ecuavisa y duraba 15 minutos. David Reinoso, es el mentalizador de la idea en que se convierta en serie. En la primera etapa se grabó el 50% de capítulos con situaciones de los episodios originales y el otro 50% con situaciones adaptadas a la realidad nacional ecuatoriana, para que sea el enganche con el televidente. Se mantienen y se han creado nuevos personajes para brindarle su sazón propia. En ellos participan Cecilia Cascante como la Viejita, Óscar Cabezas como Pistolete, Isan Eskander como el árabe, Alejandra Paredes como Conchito, que es considerada la borrachita del barrio.

## Sinopsis
Tres Patines al igual que en La Tremenda Corte es el maestro de la confusión y el engaño que lo logra a través de la palabra y se vale de la necesidad que tienen las personas a las que él estafa en resolver sus problemas, envuelve a sus víctimas con su florido lenguaje, carisma y gracia, estas al verse estafadas deciden llevar a Trespatines a los tribunales para que responda ante la ley por sus actos, es aquí cuando Tres Patines se enfrenta al Tremebundo Juez de la Tremebunda Corte que es poco tolerante y muy malhumorado y Tres Patines disfruta sacarlos de sus casillas generando situaciones hilarantes.

## Personajes
| Actor/actriz         | Personaje                                                     | Característica del personaje |
| -------------------- | ------------------------------------------------------------- | --- |
| David Reinoso        | José Calendario Tres Patines                                  | Es un carismático embaucador, sabe ganarse la confianza de sus víctimas para luego sacarse provecho de su ingenuidad, y estafarlos, se las “sabe todas” y es “la mata de la viveza criolla”, los envuelve con su florida labia y confunde con sus frases las que usa como arma para llevar los más insólitos engaños |
| Emerson Morocho      | Tremebundo Juez/Hermana del Tremebundo Juez                   | Es mal genio e hipocondríaco, le gusta impartir justicia a partir de los testimonios que escucha por parte de los involucrados quines lo tratan de persuadir para que el fallo sea a su favor; pero no será fácil convencerlo, el Tremebundo Juez impartirá orden a punta de martillazos, gritos y las infaltables multas; sagaz e inteligente siempre pondrá en descubierto las fechorías de Tres Patines al cual le pondrá el más rígido de los castigos. Su hermana también impone justicia en la tremebunda corte, tiene un aspecto como el de Laura Bozzo, y carácter de la doctora Ana María Polo. Es muy animosa en sus casos, pero también les dice desgraciados, al igual que Laura Bozzo a los complicados de sus casos (en este caso solo a Tres Patines) y al momento de hacer la pausa, permite las peleas. |
| Mauro Guerrero       | El Secretario                                                 | Ejecuta toda orden que el juez le solicita apunta las respectivas multas y pone orden protocolario a la situación. Se burla de las dolencias físicas y problemas conyugales del juez, tiene una sobrina a la cual todos los varones mencionan por su “alegre reputación” siempre está atento de todo el proceso judicial y hace comentarios hilarantes en cada situación. |
| Flor María Palomeque | Flor María Nananina                                           | Mujer gorda, alegre, jovial y extrovertida; el tremebundo juez siempre le pasa coqueteando y además está enamorado de ella, también es víctima de las estafas de Tres Patines, y siempre es indignada y quiere llegar al fondo de todos los casos para que le den su merecido a Tres Patines. |
| Cecilia Cascante     | Almira de los Balcones Miranda y Molestina                    | Anciana. Siempre está pendiente de la vida de los demás todo lo sabe y si no; se lo inventa se mete con la integridad de las personas es la chismosa del barrio, vive enamorada del tremebundo juez y se lo hace saber cada vez que pueda, Tres Patines le embauca, pero ella buscará desquitarse con bromas para que este pruebe de su propia medicina, coqueta e irreverente, goza cuando a Tres Patines le dan su merecido |
| Catherine Velasteguí | Angelita Perfidia del Pueblo                                  | Exuberante y cómicamente sensual. Es la manzana del deseo de todos, a pesar de que Tres Patines la galantea no perderá ocasión para estafarla. Mujer todos y de ninguno de fácil convencimiento, algo despistada lo cual los varones aprovecharán para observar sus protuberantes atributos |
| Alejandra Paredes    | María Concepción de la Jaba y el Trapiche alias "La Conchito" | Cómplice de Tres Patines en sus fechorías. Siempre buscará sacar provecho de las situaciones aunque solo se conformará con una “pescuezuda” como forma de pago, para pasarla suave le encanta la bebida y pasarla bien. Es la mejor alumna de "Mamita" (mamá de Tres Patines) con marcado acento y actitudes guayacas |
| Issam Eskandar       | Abraham Mohame Labalanca                                      | Jovial personaje de origen árabe, muy amante del dinero y los negocios lucrativos, llegó al país con la intención de hacerse millonario y ha probado todo tipo de negocios sin éxito (telas, Shawarma, etc.). Es víctima de Tres Patines tanto de cliente como de socio en cualquier empresa fallida |
| Jaime Roca           | Rudecindo Caldero y Escobilla alias "El Turro"                | Incauto personaje de origen español que es siempre presa de los engaños de Tres Patines, muy trabajador y dispuesto a experimentar en variados negocios. También se meterá en líos al ser embaucado y emprender los más disparatados negocios junto a Tres Patines y con los otros personajes de la serie. Es muy alegre, se la pasa cantando y bailando, no pierde sus raíces españolas y hace gala de ellas constantemente |
| Fabián Torres        | Patagonio Tucomán y Fanfarrón                                 | Es el argentino pedante y jactancioso. Presumido y vanidoso como él solo. También cae víctima de los abusos de Tres Patines y reacciona furioso en el juzgado pidiendo la pena máxima. Es intolerante y de pocas pulgas, siempre anda muy elegante y mira a todos por encima del hombro. También es ambicioso y siempre busca su propio beneficio sin importarle los demás |
| Oscar Cabezas        | Pistoleto                                                     | Guardia amigo de Tres Patines fuera del juzgado ya que en los tribunales pone orden y mantiene las distancias, siempre está en silencio. |